# Charles Chaplin junior
Charles Spencer Chaplin Jr. (* 5. Mai 1925 in Beverly Hills, USA; † 20. März 1968 in Hollywood, USA) war ein US-amerikanischer Schauspieler und das erste Kind von Charles Chaplin und Lita Grey.

## Leben und Familie
Neben seinem leiblichen Bruder Sydney Chaplin (1926–2009) hatte er acht Halbgeschwister aus der 1943 geschlossenen vierten Ehe seines Vaters mit Oona O’Neill: Geraldine Chaplin (* 1944), Michael Chaplin (* 1946), Josephine Chaplin (1949–2023), Victoria Chaplin (* 1951), Eugene Chaplin (* 1953), Jane Chaplin (* 1957), Annette Chaplin (* 1959) und Christopher Chaplin (* 1962).
Ende der 1940er Jahre hatte er eine kurze Beziehung mit Norma Jeane Mortensen, die kurz nach der Trennung als Marilyn Monroe Karriere machte und heutzutage zu den größten Filmikonen des 20. Jahrhunderts zählt. 1958 heiratete er die Schauspielerin Susan Magness (* 1936), ihre gemeinsame Tochter Susan Maree Chaplin wurde im Mai 1959 geboren. Im November desselben Jahres wurde die Ehe geschieden.
1952 gab Chaplin sein Filmdebüt an der Seite seines Vaters in Rampenlicht. Nachdem er in weiteren zwölf Produktionen meist Nebenrollen gespielt hatte, zog er sich bereits 1960 wieder vom Film zurück. Während seiner Zeit beim Militär entwickelte er ein Alkoholproblem.
Charles Chaplin jr. starb am 20. März 1968  im Haus seiner Mutter Lita Grey an einer Thrombose, die sich als Folge einer bei einem Sturz zugezogenen, nachlässig versorgten Verletzung entwickelt hatte.
Die Erinnerungen an seinen Vater Charles Chaplin veröffentlichte er 1961 in seinem Buch Mein Vater Charlie Chaplin.

## Zitat
Charles Chaplin jr. schrieb über die Ähnlichkeit seines Vaters in der Rolle als Tramp mit Adolf Hitler: 

„In seiner Ausstaffierung als kleiner Vagabund mit dem albernen Bärtchen hatte er wirklich eine gewisse Ähnlichkeit mit Hitler. Und je mehr er darüber nachdachte, desto mehr fand er Parallelen zwischen sich und dem deutschen Diktator. Sie waren im selben Jahr geboren, sogar im gleichen Monat – nur vier Tage auseinander – und beide hatten während ihrer Kindheit die Armut gründlich kennengelernt. Ihre Schicksale aber waren grundverschieden. Der eine brachte Leid über Millionen, während der andere die ganze Welt zum Lachen brachte.“

## Filmografie
- 1952: Rampenlicht (Limelight)
- 1954: Fangs of the Wild
- 1954: Columbus entdeckt Krähwinkel
- 1955: Adventures of Wild Bill Hickok (Fernsehserie, eine Folge)
- 1955: Verdammt zum Schweigen (The Court-Martial of Billy Mitchell)
- 1956: General Electric Summer Originals (Fernsehserie, eine Folge)
- 1956: The Eternal Question
- 1957: Matinee Theatre (Fernsehserie, eine Folge)
- 1958: Mit Siebzehn am Abgrund (High School Confidential!)
- 1959: Erinnerung einer Nacht (Night of The Quarter Moon)
- 1959: Die Haltlosen (The Beat Generation)
- 1959: Der große Schwindler (The Big Operator)
- 1959: Blonde Locken – scharfe Krallen (Girls Town)
- 1960: Sex Kittens Go to College

## Veröffentlichung
- Mein Vater Charlie Chaplin. Verlag Diana, Konstanz, 1961